# Plagiochasma elongatum
Plagiochasma elongatum là một loài rêu trong họ Aytoniaceae. Loài này được Lindenb. & Gottsche mô tả khoa học đầu tiên.. Danh pháp khoa học của loài này chưa được làm sáng tỏ. 